# Koeur-la-Petite
Koeur-la-Petite är en kommun i departementet Meuse i regionen Grand Est (tidigare regionen Lorraine) i nordöstra Frankrike. Kommunen ligger i kantonen Pierrefitte-sur-Aire som tillhör arrondissementet Commercy. År 2022 hade Koeur-la-Petite 254 invånare.

## Befolkningsutveckling
Antalet invånare i kommunen Koeur-la-Petite
| Referens: INSEE |